# Syntrichia princeps
Syntrichia princeps là một loài Rêu trong họ Pottiaceae. Loài này được (De Not.) Mitt. miêu tả khoa học đầu tiên năm 1859.